# 小楠村
小楠村（おぐすむら）は、大分県下毛郡にあった村。現在の中津市中心部の東方一帯にあたる。

## 地理
- 海洋：周防灘

## 歴史
- 1889年（明治22年）4月1日 - 町村制の施行により、一ツ松村・宮夫村・金手村・牛神村・大新田村・東浜村の区域をもって発足。
- 1929年（昭和4年）4月1日 - 中津町に編入。同日小楠村廃止。

## 交通

### 鉄道路線
村域を鉄道省の日豊本線が通過したが、駅は所在しなかった。

### 道路
- 国道3号（現・国道10号）